# 伊久吉格 (阿拉斯加州)
伊久吉格（英語：Igiugig）是位於美國阿拉斯加州湖泊-半島自治市鎮的一個非建制地區和人口普查指定地區。根據2010年美國人口普查，該地人口為54人，而該地的面積約為54.70平方千米。

## 地理
伊久吉格的座標為59°19′49″N 155°54′29″W / 59.33028°N 155.90806°W，而該地的平均海拔高度為14米（即46英尺）。